# Le Plantis
Le Plantis è un comune francese di 153 abitanti situato nel dipartimento dell'Orne nella regione della Normandia.

## Società

### Evoluzione demografica
Abitanti censiti